# Escaryus kirgizicus
Escaryus kirgizicus är en mångfotingart som beskrevs av Titova 1972. Escaryus kirgizicus ingår i släktet Escaryus och familjen småjordkrypare. Inga underarter finns listade i Catalogue of Life.